# 名古屋大学駅
名古屋大学駅（なごやだいがくえき）は、愛知県名古屋市千種区四谷通にある、名古屋市営地下鉄名城線の駅である。駅番号はM18。アクセントカラーは青色。
当駅は名城線南部駅務区金山管区駅が管轄している。
駅が名古屋大学の構内にあるという全国でも珍しい駅の一つである。

## 歴史
2003年（平成15年）に開業した。当時は終着駅であり、1番ホームは乗車専用、2番ホームは降車専用として利用されており、到着した列車は一旦駅南側の留置線に入ってから両渡り線を通って折り返していた。新瑞橋駅までの延伸開業後は、この留置線は本線の一部になっている。現在でも大曽根方面からの最終列車は、当駅止まりである。
なお、本駅開業前は、名古屋大学に行くには地下鉄東山線「本山駅」が最寄り駅として利用されていた。現在も本山駅で乗り換える利用が多い。
2004年（平成16年）には、新瑞橋駅までの延伸区間が開業し、名城線の環状運転が開始された。

### 年表
- 2003年（平成15年）12月13日：開業[2]。
- 2004年（平成16年）10月6日：新瑞橋駅までの延伸区間開業。途中駅となる。
- 2020年（令和2年）
  - 11月29日：2番線で可動式ホーム柵使用開始[3]。
  - 12月6日：1番線で可動式ホーム柵使用開始[3]。
- 2023年（令和5年）
  - 4月1日：組織改正により南部駅務区名古屋大学管区駅が廃止となり、管轄駅は北部駅務区栄管区駅（茶屋ヶ坂、自由ヶ丘駅）と南部駅務区金山管区駅（左記以外）にそれぞれ振り分けられた。[4]

## 駅構造

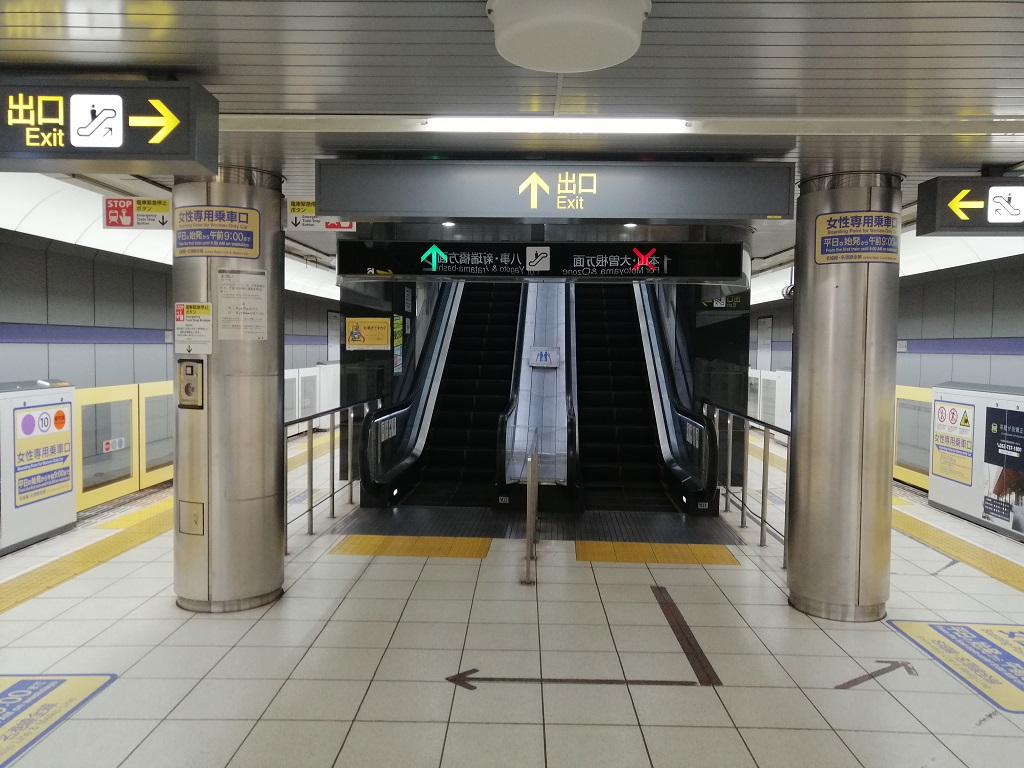
プラットホーム

島式1面2線のホームを持つ地下駅。

### のりば
| ホーム | 路線   | 方向   | 行先             |
| ------ | ------ | ------ | ---------------- |
| 1      | 名城線 | 左回り | 本山・大曽根方面 |
| 2      | 名城線 | 右回り | 八事・新瑞橋方面 |

駅の北側で名古屋高速2号東山線と地下で交差しているため、ホームは地下約22mの深さに位置している。これは桜通線の丸の内駅、同線の本山駅に次ぐ深度である。
駅が名古屋大学の構内に位置しており、改札口には同大学の電光掲示板が設置されている。

## 利用状況
2019年（令和元年）度の乗車人員は3,826,535人、同年度の1日平均乗車人員は10,455人である。近年の年度別乗車人員の推移は下表のとおりである。
| 年度               | 乗車人員 | 乗車人員  |
| 年度               | 1日平均  | 年度毎    |
| ------------------ | -------- | --------- |
| 2003年（平成15年） |          | 663,562   |
| 2004年（平成16年） | 7,217    | 2,634,261 |
| 2005年（平成17年） | 7,934    | 2,895,894 |
| 2006年（平成18年） | 8,598    | 3,138,237 |
| 2007年（平成19年） | 8,923    | 3,265,892 |
| 2008年（平成20年） | 9,583    | 3,497,816 |
| 2009年（平成21年） | 9,965    | 3,637,349 |
| 2010年（平成22年） | 11,648   | 4,251,444 |
| 2011年（平成23年） | 10,034   | 3,672,574 |
| 2012年（平成24年） | 10,406   | 3,798,089 |
| 2013年（平成25年） | 10,595   | 3,867,341 |
| 2014年（平成26年） | 10,711   | 3,909,531 |
| 2015年（平成27年） | 10,928   | 3,999,633 |
| 2016年（平成28年） | 10,897   | 3,977,267 |
| 2017年（平成29年） | 11,036   | 4,028,007 |
| 2018年（平成30年） | 10,857   | 3,962,918 |
| 2019年（令和元年） | 10,455   | 3,826,535 |

## 駅周辺

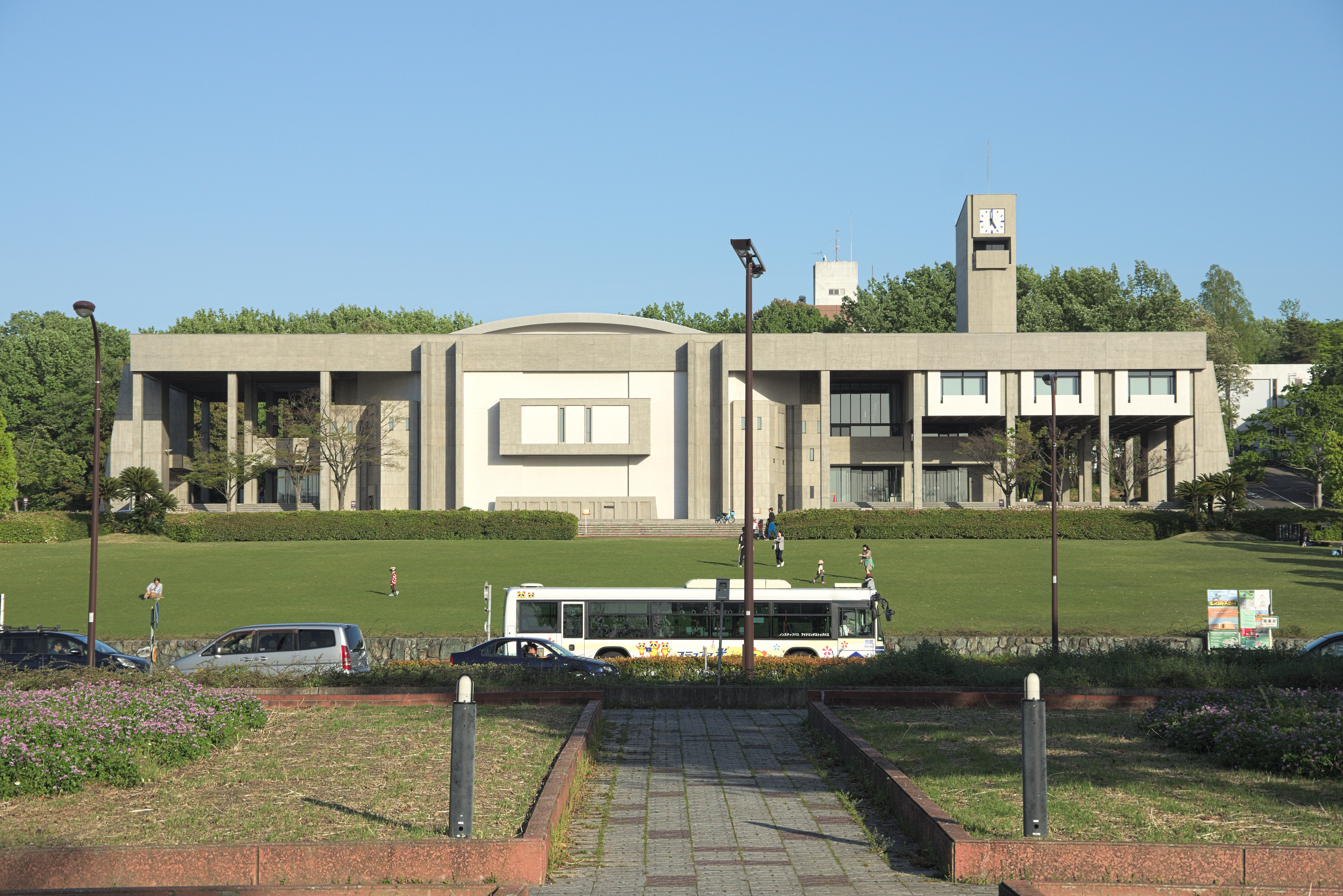
名古屋大学

### 周辺の施設
- 名古屋大学東山キャンパス
  - 名古屋大学教育学部附属中学校・高等学校
- 南山大学名古屋キャンパス
- 性高院
- 名古屋大学内郵便局
- 三菱UFJ銀行ATM
- ローソン山手通一丁目店
- 山手グリーンロード（この下を名城線が通る）

### バス路線
名古屋市営バス「名古屋大学」バス停
地下鉄開業前は「名古屋大学前」という名前のバス停であった。開業後は、桜山経由の金山駅行のバスが妙見町発に変更となるなど、バス路線が減少した。
- 名駅17：名古屋大学 - 名古屋駅
- 栄16：名古屋大学 - 栄（新栄三丁目経由）
- 栄17：名古屋大学 - 栄（吹上経由）
- 八事11：名古屋大学 - 島田住宅（多くは妙見町 - 島田住宅・平針住宅間の運行のため、名城線からの乗り換えは八事日赤駅か八事駅からのほうが利便性が高い。）
- 昭和巡回：名古屋大学 - 八事日赤病院 - 御器所通 - 金山 - 鶴舞公園 - 御器所通
- 猪・名：猪高車庫 - 名古屋大学 - 妙見町

## 隣の駅
名古屋市営地下鉄
 名城線
本山駅 (M17) - 名古屋大学駅 (M18) - 八事日赤駅 (M19)